# Vespertilió bicolor
El vespertilió bicolor (Vespertilio murinus) és una espècie de ratpenat microquiròpter de la família dels vespertiliònids.
És una espècie paleàrtica àmpliament estesa. La seva àrea de distribució comprèn des de Suïssa i França oriental fins al sud d'Escandinàvia, l'Europa central i l'oriental i des d'allà fins a l'Àsia central i la costa de l'oceà Pacífic per l'est.